# Vintertjärnen (Degerfors socken, Västerbotten, 712220-168768)
Vintertjärnen är en sjö i Vindelns kommun i Västerbotten och ingår i Umeälvens huvudavrinningsområde. Vintertjärnen ligger i Vindelälven Natura 2000-område.